# Lista över städer i Götaland
Observera att listan även tar med orter som upphörde som stad redan innan 1862 års kommunalförordningar trädde i kraft. Dessa räknas normalt inte som städer. Den rapporterade folkmängden (2000) är för respektive tätorter (i Huskvarnas fall kommundel), inte kommuner.

## Götaland
| Stad         | Landskap      | Län 1971                | Län 2006             | Landsdel | Stad sedan                    | Folk- mängd 2000 | !                                   |
| ------------ | ------------- | ----------------------- | -------------------- | -------- | ----------------------------- | ---------------- | ----------------------------------- |
| Alingsås     | Västergötland | Älvsborgs län           | Västra Götalands län | Götaland | 1619                          | 22 361           |                                     |
| Avaskär      | Blekinge      | Blekinge län            | Blekinge län         | Götaland | 1350                          |                  |                                     |
| Borgholm     | Öland         | Kalmar län              | Kalmar län           | Götaland | 1816                          | 3 195            |                                     |
| Borås        | Västergötland | Älvsborgs län           | Västra Götalands län | Götaland | 1622                          | 63 441           |                                     |
| Eksjö        | Småland       | Jönköpings län          | Jönköpings län       | Götaland | 1400                          | 9 725            |                                     |
| Elleholm     | Blekinge      | Blekinge län            | Blekinge län         | Götaland | 1450-1600                     | 190              | nu i Karlshamns kommun              |
| Eslöv        | Skåne         | Malmöhus län            | Skåne län            | Götaland | 1911                          | 20 000           |                                     |
| Falkenberg   | Halland       | Hallands län            | Hallands län         | Götaland | 1558                          | 18 580           |                                     |
| Falköping    | Västergötland | Skaraborgs län          | Västra Götalands län | Götaland | 1200                          | 15 369           |                                     |
| Falsterbo    | Skåne         | Malmöhus län            | Skåne län            | Götaland | 1200                          |                  | nu i Vellinge kommun                |
| Gränna       | Småland       | Jönköpings län          | Jönköpings län       | Götaland | 1652                          | 2 574            | nu i Jönköpings kommun              |
| Göteborg     | Västergötland | Göteborgs och Bohus län | Västra Götalands län | Götaland | 1619                          | 500 085          |                                     |
| Halmstad     | Halland       | Hallands län            | Hallands län         | Götaland | 1307                          | 53 807           |                                     |
| Helsingborg  | Skåne         | Malmöhus län            | Skåne län            | Götaland | 1085                          | 91 203           |                                     |
| Hjo          | Västergötland | Skaraborgs län          | Västra Götalands län | Götaland | 1400                          | 5 998            |                                     |
| Huskvarna    | Småland       | Jönköpings län          | Jönköpings län       | Götaland | 1911                          | 21 243           | nu i Jönköpings kommun              |
| Hässleholm   | Skåne         | Kristianstads län       | Skåne län            | Götaland | 1914                          | 17 289           |                                     |
| Höganäs      | Skåne         | Malmöhus län            | Skåne län            | Götaland | 1936                          | 13 401           |                                     |
| Jönköping    | Småland       | Jönköpings län          | Jönköpings län       | Götaland | 1284                          | 54 565           |                                     |
| Kalmar       | Småland       | Kalmar län              | Kalmar län           | Götaland | 1100                          | 33 788           |                                     |
| Karlshamn    | Blekinge      | Blekinge län            | Blekinge län         | Götaland | 1664                          | 18 392           |                                     |
| Karlskrona   | Blekinge      | Blekinge län            | Blekinge län         | Götaland | 1680                          | 32 077           |                                     |
| Kristianopel | Blekinge      | Blekinge län            | Blekinge län         | Götaland | 1600                          | 80               | nu i Karlskrona kommun              |
| Kristianstad | Skåne         | Kristianstads län       | Skåne län            | Götaland | 1622                          | 31 592           |                                     |
| Kungsbacka   | Halland       | Hallands län            | Hallands län         | Götaland | 1400                          | 18 165           |                                     |
| Kungälv      | Bohuslän      | Göteborgs och Bohus län | Västra Götalands län | Götaland | 1100                          | 20 454           |                                     |
| Laholm       | Halland       | Hallands län            | Hallands län         | Götaland | 1200                          | 5 644            |                                     |
| Landskrona   | Skåne         | Malmöhus län            | Skåne län            | Götaland | 1413                          | 27 000           |                                     |
| Lidköping    | Västergötland | Skaraborgs län          | Västra Götalands län | Götaland | 1446                          | 24 980           |                                     |
| Linköping    | Östergötland  | Östergötlands län       | Östergötlands län    | Götaland | 1287                          | 96 458           |                                     |
| Ljungby      | Småland       | Kronobergs län          | Kronobergs län       | Götaland | 1936                          | 14 485           |                                     |
| Lund         | Skåne         | Malmöhus län            | Skåne län            | Götaland | 990                           | 73 840           |                                     |
| Lyckå        | Blekinge      | Blekinge län            | Blekinge län         | Götaland | 1500-talet                    |                  | nu i Karlskrona kommun              |
| Lysekil      | Bohuslän      | Göteborgs och Bohus län | Västra Götalands län | Götaland | 1903                          | 7 582            |                                     |
| Lödöse       | Västergötland | Älvsborgs län           | Västra Götalands län | Götaland | 1000-talet-1526 och 1586-1646 | 1 227            | nu i Lilla Edets kommun             |
| Malmö        | Skåne         | Malmöhus län            | Skåne län            | Götaland | 1250                          | 270 000          |                                     |
| Mariestad    | Västergötland | Skaraborgs län          | Västra Götalands län | Götaland | 1583                          | 15 043           |                                     |
| Marstrand    | Bohuslän      | Göteborgs och Bohus län | Västra Götalands län | Götaland | 1200                          | 1 377            | nu i Kungälvs kommun                |
| Mjölby       | Östergötland  | Östergötlands län       | Östergötlands län    | Götaland | 1922                          | 11 828           |                                     |
| Motala       | Östergötland  | Östergötlands län       | Östergötlands län    | Götaland | 1881                          | 30 136           |                                     |
| Mölndal      | Västergötland | Göteborgs och Bohus län | Västra Götalands län | Götaland | 1922                          | 35 717           |                                     |
| Norrköping   | Östergötland  | Östergötlands län       | Östergötlands län    | Götaland | 1384                          | 88 590           |                                     |
| Nybro        | Småland       | Kalmar län              | Kalmar län           | Götaland | 1932                          | 12 322           |                                     |
| Nässjö       | Småland       | Jönköpings län          | Jönköpings län       | Götaland | 1914                          | 16 428           |                                     |
| Oskarshamn   | Småland       | Kalmar län              | Kalmar län           | Götaland | 1856                          | 17 085           |                                     |
| Ronneby      | Blekinge      | Blekinge län            | Blekinge län         | Götaland | 1387-1680 och sedan 1882      | 11 857           |                                     |
| Simrishamn   | Skåne         | Kristianstads län       | Skåne län            | Götaland | 1300                          | 6 319            |                                     |
| Skanör       | Skåne         | Malmöhus län            | Skåne län            | Götaland | 1200                          |                  | nu i Vellinge kommun                |
| Skara        | Västergötland | Skaraborgs län          | Västra Götalands län | Götaland | 988                           | 10 703           |                                     |
| Skänninge    | Östergötland  | Östergötlands län       | Östergötlands län    | Götaland | 1200                          | 3 191            | nu i Mjölby kommun                  |
| Skövde       | Västergötland | Skaraborgs län          | Västra Götalands län | Götaland | 1400                          | 32 505           |                                     |
| Strömstad    | Bohuslän      | Göteborgs och Bohus län | Västra Götalands län | Götaland | 1672                          | 5 780            |                                     |
| Sävsjö       | Småland       | Jönköpings län          | Jönköpings län       | Götaland | 1947                          | 4 908            |                                     |
| Söderköping  | Östergötland  | Östergötlands län       | Östergötlands län    | Götaland | 1200                          | 6 933            |                                     |
| Sölvesborg   | Blekinge      | Blekinge län            | Blekinge län         | Götaland | 1445                          | 7 858            |                                     |
| Tidaholm     | Västergötland | Skaraborgs län          | Västra Götalands län | Götaland | 1910                          | 7 938            |                                     |
| Tranås       | Småland       | Jönköpings län          | Jönköpings län       | Götaland | 1919                          | 14 037           |                                     |
| Trelleborg   | Skåne         | Malmöhus län            | Skåne län            | Götaland | 1200                          | 24 850           |                                     |
| Trollhättan  | Västergötland | Älvsborgs län           | Västra Götalands län | Götaland | 1916                          | 44 046           |                                     |
| Uddevalla    | Bohuslän      | Göteborgs och Bohus län | Västra Götalands län | Götaland | 1498                          | 29 810           |                                     |
| Ulricehamn   | Västergötland | Älvsborgs län           | Västra Götalands län | Götaland | 1400                          | 9 065            |                                     |
| Vadstena     | Östergötland  | Östergötlands län       | Östergötlands län    | Götaland | 1400                          | 5 651            |                                     |
| Varberg      | Halland       | Hallands län            | Hallands län         | Götaland | 1100                          | 25 861           |                                     |
| Vetlanda     | Småland       | Jönköpings län          | Jönköpings län       | Götaland | 1920                          | 12 559           |                                     |
| Vimmerby     | Småland       | Kalmar län              | Kalmar län           | Götaland | 1400-1532 och sedan 1604      | 7 808            |                                     |
| Visby        | Gotland       | Gotlands län            | Gotlands län         | Götaland | 1000                          | 22 626           | nu i Gotlands kommun som centralort |
| Vänersborg   | Västergötland | Älvsborgs län           | Västra Götalands län | Götaland | 1644                          | 22 669           |                                     |
| Värnamo      | Småland       | Jönköpings län          | Jönköpings län       | Götaland | 1920                          | 17 627           |                                     |
| Västervik    | Småland       | Kalmar län              | Kalmar län           | Götaland | 1200                          | 20 898           |                                     |
| Växjö        | Småland       | Kronobergs län          | Kronobergs län       | Götaland | 1342                          | 55 364           |                                     |
| Ystad        | Skåne         | Malmöhus län            | Skåne län            | Götaland | 1200                          | 16 851           |                                     |
| Åhus         | Skåne         | Kristianstads län       | Skåne län            | Götaland | 1326-1617                     | 8 681            | nu i Kristianstads kommun           |
| Åmål         | Dalsland      | Älvsborgs län           | Västra Götalands län | Götaland | 1643                          | 9 355            |                                     |
| Ängelholm    | Skåne         | Kristianstads län       | Skåne län            | Götaland | 1516                          | 21 716           |                                     |